# 2017年六一晚会
2017年中国中央电视台六一晚会（简称2017年六一晚会）是中国中央电视台于2017年六一儿童节举办的少儿文艺晚会，该晚会的主题为“花儿向阳开”，由尹永斌、杨东升执导。
本次六一晚会总导演之一的杨东升成为首个担任过央视两大综艺性文艺晚会(春节联欢晚会、六一晚会)的总导演。

## 播出时间

### 电视平台
首播：
- 中国中央电视台综合频道、中国中央电视台少儿频道、全国各地少儿频道及上星卡通频道：北京时间2017年6月1日20时。

重播：
- 中国中央电视台少儿频道：6月4日19:00
- 中国中央电视台财经频道：6月3日15:20
- 中国中央电视台综艺频道：6月4日11:30
- 中国中央电视台中文国际频道亚洲版：6月3日22:30
- 中国中央电视台中文国际频道欧洲版：6月2日22:00
- 中国中央电视台中文国际频道美洲版：6月3日23:30
- 中国中央电视台军事·农业频道：6月4日10:00

### 网络平台
中国网络电视台、爱奇艺、优酷、腾讯视频